# Petre Roman
Petre Roman (f. 22. juli 1946 i Bukarest) var Rumæniens premierminister i 1989-91.
Hans far, Valter Roman, var en kommunist og en frillig i den Spanske Borgerkrig, og blev en vigtig figur i den Kommunistiske parti i Rumænien efter den 2. verdenskrig. Hans mor, Hortensia Vallejo, var spansk.
Petre Roman bliver den første premierminister efter den Rumænske Revolution of 1989. Han er også udenrigsminister i 1999-2000. Han er nu leder af en af Rumæniens mindre politiske partier, Forţa Demokrată.